# N'Khila
N'Khila (àrab انخيلة) és una comuna rural de la província de Settat de la regió de Casablanca-Settat. Segons el cens de 2014 tenia una població total de 12.306 persones.